# Niszczyciel czołgów

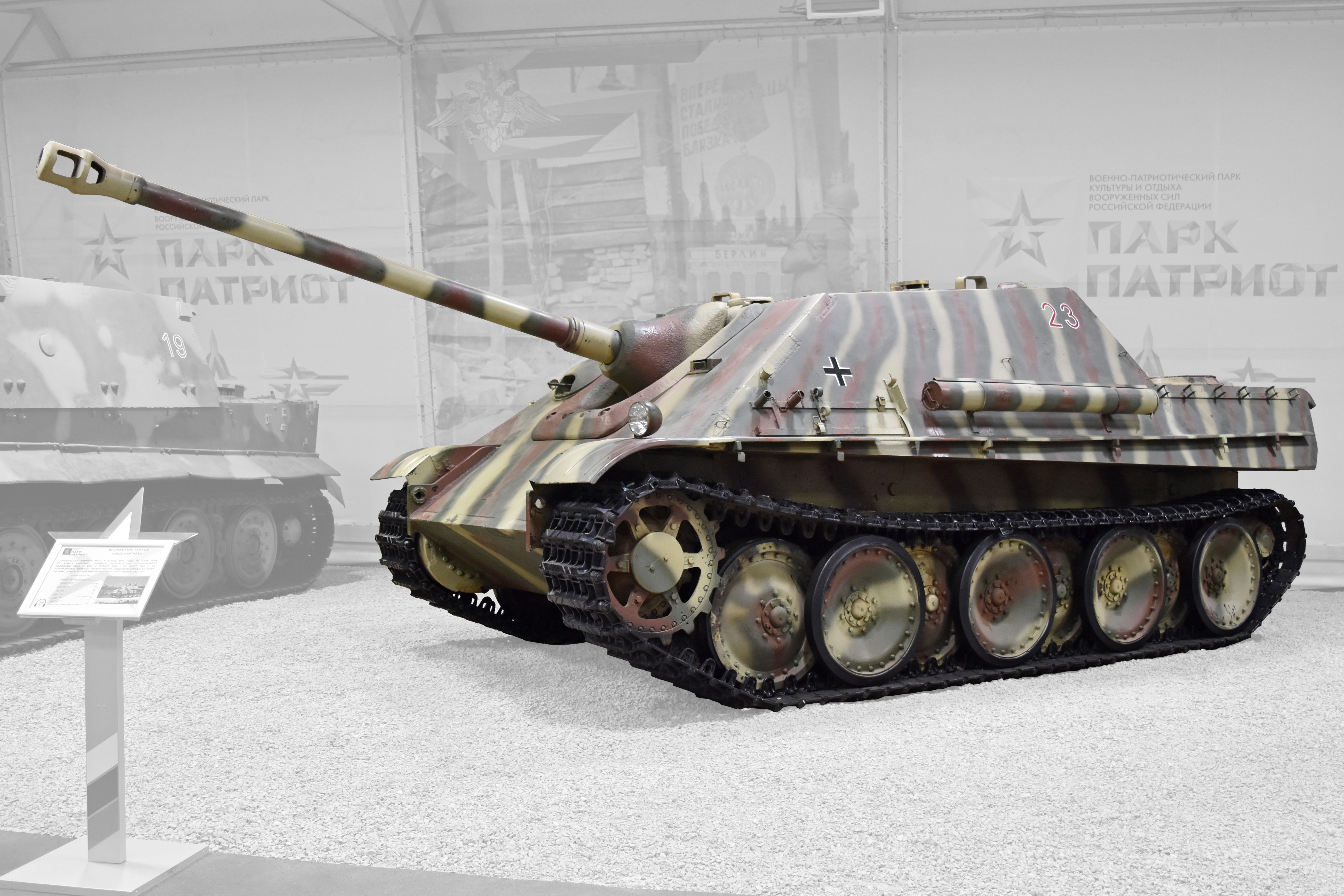
Jagdpanther – niszczyciel czołgów w postaci działa pancernego

Niszczyciel czołgów – określenie zróżnicowanych konstrukcyjnie wozów bojowych, których głównym zadaniem jest niszczenie czołgów przeciwnika. Pojazdy tej klasy pojawiły się wraz z masowym użyciem czołgów w czasie II wojny światowej i potrzebą skonstruowania pojazdów samobieżnych specjalizujących się w ich zwalczaniu.

## Charakterystyka
Określenie „niszczyciel czołgów” jest terminem oznaczającym wyspecjalizowaną funkcję pojazdu, nie odnosi się natomiast do ściśle określonych cech konstrukcyjnych, które pojazd tego typu musiałby posiadać (poza zdolnością skutecznego niszczenia czołgów). Termin ten używany był głównie na Zachodzie, natomiast w państwach pozostających pod wpływem ZSRR pojęcia takiego nie stosowano. 
W roli niszczycieli czołgów wykorzystywano głównie działa samobieżne wyposażone w armaty przeciwpancerne, a zwłaszcza ich silnie opancerzone wersje (działa pancerne). Jako pojazdy pozbawione wieży, mogły być wyposażone w cięższe względem czołgów działa umożliwiające im skuteczniejsze rażenie celów opancerzonych. Nie było to jednak regułą, a niekiedy projektowano również niszczyciele wyposażane w wieże (a tym samym zbliżone do czołgów), jednak o słabszym opancerzeniu, dzięki czemu zyskiwały na mobilności (np. amerykański M10 Wolverine). Współcześnie klasa niszczycieli czołgów jako odrębnych pojazdów uległa zasadniczo zanikowi, a ich rolę przejęły bardziej uniwersalne lekkie pojazdy (np. transportery opancerzone i bojowe wozy piechoty) wyposażane w wyrzutnie przeciwpancernych pocisków kierowanych.

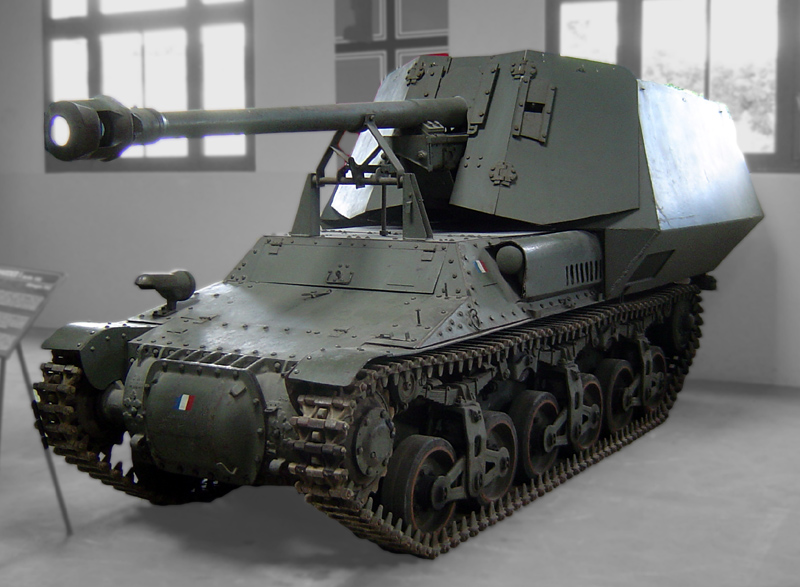
Marder I niszczyciel czołgów w postaci działa samobieżnego
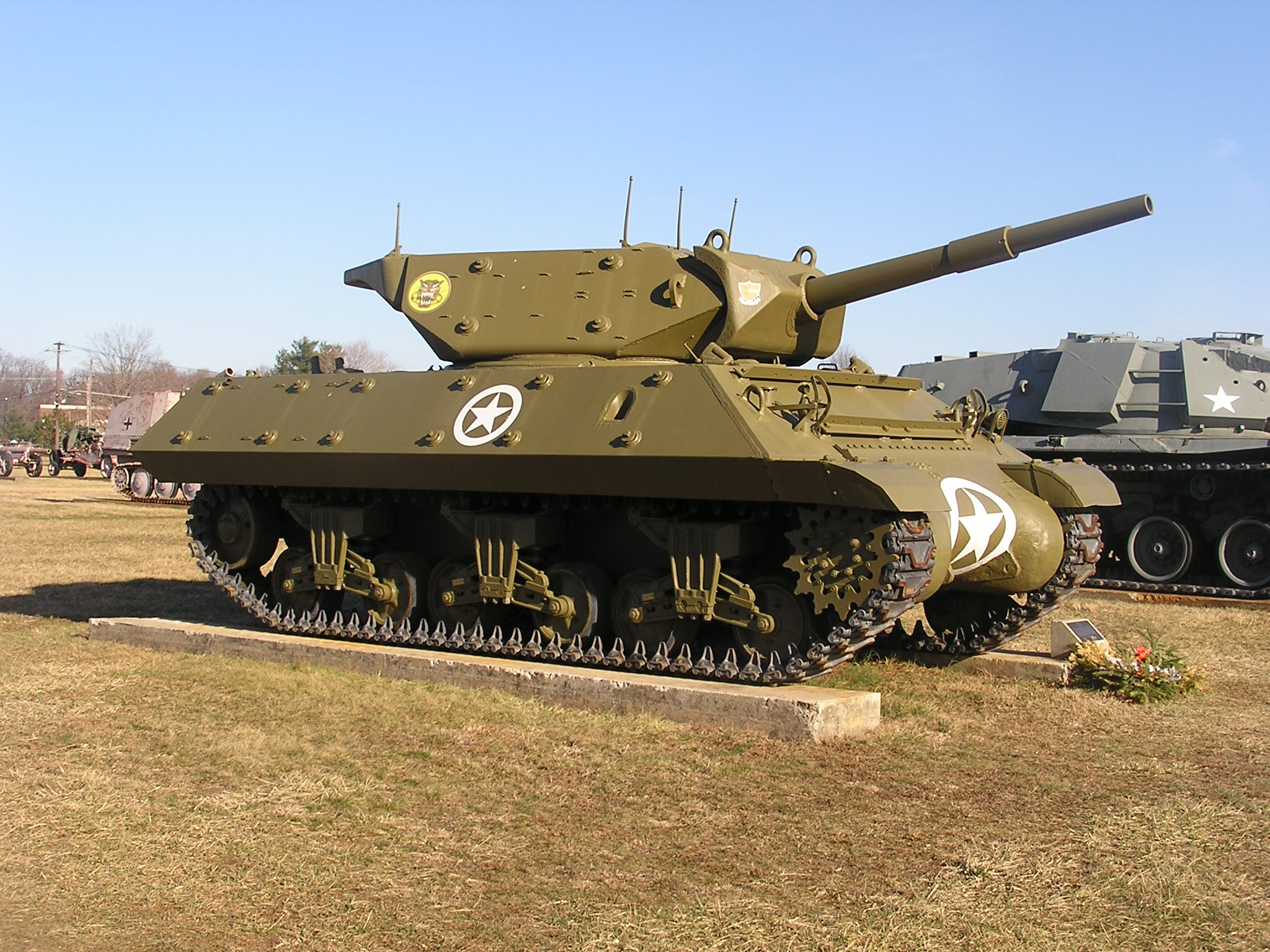
M10 Wolverine niszczyciel czołgów konstrukcyjnie zbliżony do czołgu
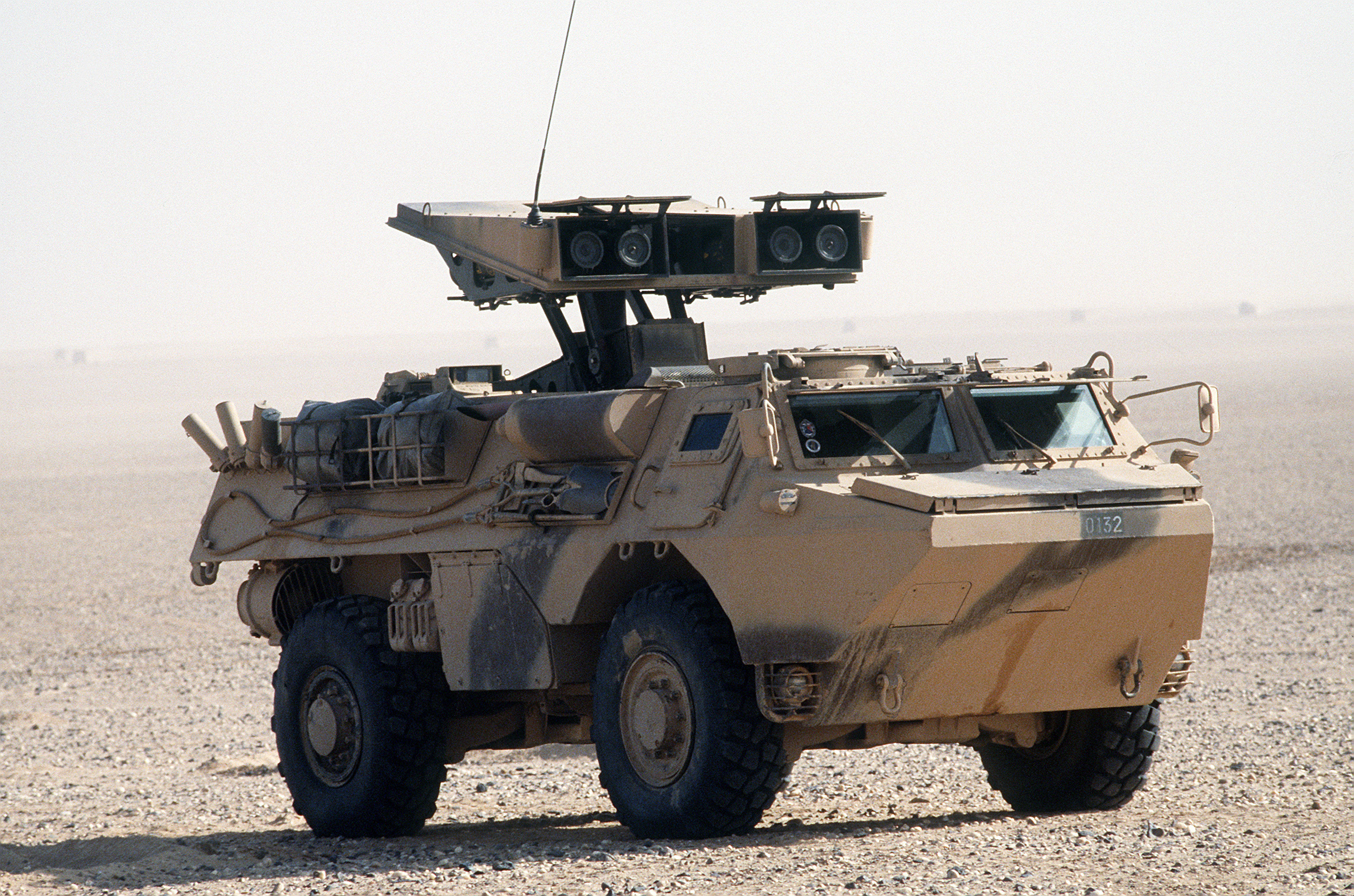
VAB z wyrzutnią ppk HOT - współczesny rakietowy niszczyciel czołgów oparty na konstrukcji transportera opancerzonego